# City of Wakefield
City of Wakefield är ett storstadsdistrikt (kommun) i grevskapet West Yorkshire i England,  Storbritannien. Distriktet har 357 729 invånare (2022). Huvudort är Wakefield, men kommunen omfattar också Ackworth Moor Top, Normanton, Pontefract, Featherstone, Castleford, Knottingley, Ossett, Hemsworth, South Kirkby and Moorthorpe och South Elmsall med flera orter.
Cirka 55 procent av distriktets befolkning bor i områden som saknar indelning civil parishes, det är främst områden av storstadskaraktär. Övriga delar av distriktet är indelar i 30 civil parishes.

## Valdistrikt
Wakefield är indelat i 21 valdistrikt (wards). Varje valdistrikt väljer tre ledamöter till kommunfullmäktige. Ledamöternas mandatperioder är fyraåriga, och förskjutna så att val hålls i varje valdistrikt till ett av de tre mandaten varje år, med undantag för vart fjärde år.

- Ackworth, North Elmsall och Upton
- Airedale & Ferry Fryston
- Altofts & Whitwood
- Castleford Central & Glasshoughton
- Crofton, Ryhill & Walton
- Featherstone
- Hemsworth
- Horbury & South Ossett
- Knottingley
- Normanton
- Ossett
- Pontefract North
- Pontefract South
- South Elmsall & South Kirkby
- Stanley & Outwood East
- Wakefield East
- Wakefield North
- Wakefield Rural
- Wakefield South
- Wakefield West
- Wrenthorpe & Outwood West